# Imposta

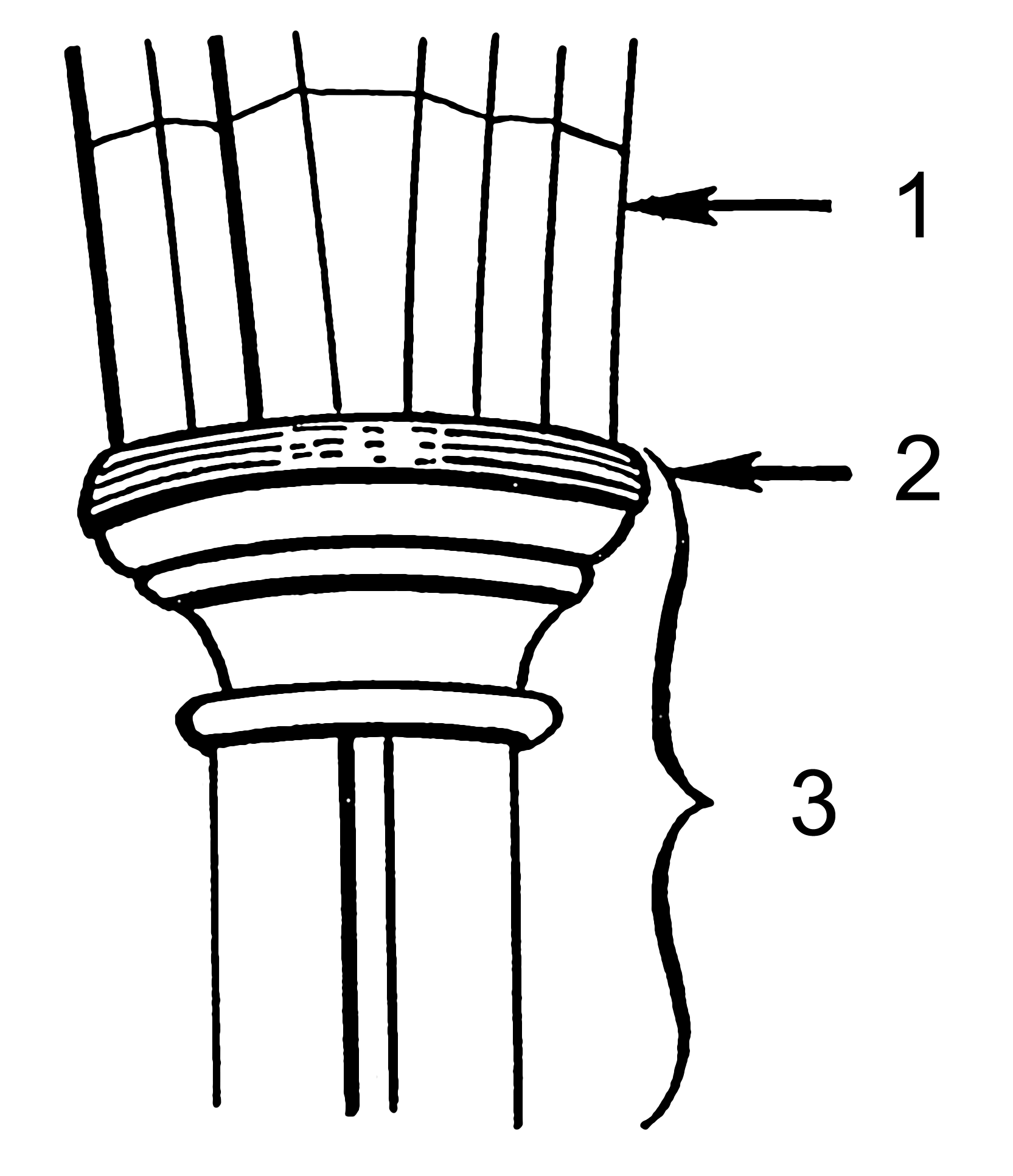
1- Arrancada dels arcs. 2- Imposta. 3- Part superior de la columna

En arquitectura, es parla genèricament d'imposta per referir-se a un sortint o volada que separa els diferents pisos d'un edifici.

S'anomena imposta l'element sortint prismàtic que es col·loca sobre una pilastra, a manera de capitell rudimentari, o bé que corona un capitell. Imposta correguda, o línia d'arrencada, és la faixa sortint al parament interior d'un edifici.
L'objectiu d'aquest element arquitectònic, ubicat sobre sustentacles o inserit en murs, és de servir de suport a la cintra —motlle o bastida, dotat de la curvatura adient, que s'utilitza en el moment d'alçar un arc o una volta i que serà retirada en finalitzar l'obra.
A vegades, la imposta pot presentar-se esculpida amb decoracions.
A l'arquitectura clàssica, la imposta és al brancal com el capitell a la columna.
- Impostes sobre els pilars a l'arrencada dels arcs
- Imposta ornamentada sobre el brancal d'una porta
- Impostes corregudes als murs
- Imposta sobre capitell